# Taylor John Smith
Taylor John Smith, född 13 maj 1995 i Los Angeles i Kalifornien, är en amerikansk skådespelare. Han är mest känd för att spela rollen som John Keene i mini-serien Sharp Objects. Noterbara filmroller som han har är i Wolves, You Get Me, Hunter Killer, The Outpost, Shadow in the Cloud och Där kräftorna sjunger.